# FK Metta
El Futbola klubs Metta, 2007-2018 Futbola Skola Metta/Latvijas Universitāte, conocido por la abreviatura Metta/LU, es un club de fútbol con sede en Riga, Letonia. Fue fundado en 2006 como una escuela de fútbol y cuenta con la participación de la Universidad de Letonia. Actualmente juega en la Virslīga, máxima categoría nacional.

## Historia
El equipo fue fundado en 2006 como «Futbola Skola Metta», una escuela de fútbol centrada en categorías juveniles. Un año más tarde firmó un convenio con la Universidad de Letonia que dio lugar al actual «FK Metta/Latvijas Universitāte», por lo que se ampliaron las categorías para dar acogida a los estudiantes del centro.
Después de cuatro temporadas en la segunda categoría, el equipo finalizó la temporada 2011 en primer lugar y se ganó el ascenso a la Virslīga, en la que ha permanecido desde entonces.